# Rádio Educadora (União da Vitória)
A Rádio Educadora é uma estação de rádio brasileira com sede em União da Vitória, PR. Opera na frequência 1480 kHz AM. É uma emissora de rádio católica, administrada pela "Fundação Sagrado Coração de Jesus".

## História
A Emissora foi ao ar pela primeira vez no dia 22 de agosto de 1964 com a denominação de Rádio Curió, sendo proprietário do Sr. Ervim Bonkoski.
No dia 13 de setembro de 1966 a emissora foi adquirida por compra pelos sócios: Alcides Bonatto, Pe. Ladislau Maibuk e Pe. José Dall´Alba. Estes deram a nova denominação social de: Rádio Educadora Limitada.
Posteriormente, em 13 de setembro de 1975, através de alteração contratual, todos os bens e direitos da emissora, foram transferidos para a Diocese de Ponta Grossa.
Com a instalação da Diocese de União da Vitória, em 6 de março de 1977, instaurou-se também a Fundação Sagrado Coração de Jesus.
Após estudos e acordos entre as duas Dioceses, o bispo Dom Geraldo Pellanda, em 25 de maio de 1981, transferiu a posse da emissora para a nova Diocese, sob os cuidados do novo bispo, Dom Walter Michael Ebejer o qual assumiu juridicamente a direção geral da Rádio.
A Rádio Educadora pertence hoje à comunidade diocesana e tem como finalidade: o serviço de radiodifusão para a formação cívica, moral, educativa e espiritual.
A Rádio Educadora passou por remodelação e aprimoramento tecnológico. Com revitalização do sistema irradiante, um novo transmissor de 5000 Watts e uma nova antena foram instalados. Nos Estúdios, a digitalização da programação musical, de veiculação de comerciais e matérias jornalísticas, através de automação informatizada.